# Jerzy Tupou II
Jerzy Tupou II (ang. George Tupou II, ton. Siaosi Tupou II, ur. 18 czerwca 1874, zm. 5 kwietnia 1918) – drugi król Tonga oraz dwudziesty Tuʻi Kanokupolu (suweren) Tongatapu od 18 lutego 1893 do śmierci. Koronowany w Nukuʻalofie 18 marca 1893. W Królestwie Tonga lepiej znany pod imieniem Jiaoji Tubou, zgodnie z dawnym zapisem jego nazwiska oraz jako Tāufaʻāhau Tupou II.

## Życiorys
Jerzy Tupou II był synem księcia Tuʻi Pelehake (Fatafehi Toutaitokotaha), premiera Tonga w 1905 roku, poprzez swoją matkę prawnuk króla Jerzego Tupou I, założyciela Królestwa Tonga.
Panowanie króla Jerzego ogólnie nie jest pozytywnie oceniane z politycznego punktu widzenia. Był człowiekiem łagodnym, czułym ojcem dla swojej córki, księżniczki Salote, autorem wierszy i piosenek – pod tym względem podobny był do hawajskiego króla Kalākaua. Znany jest on również jako inicjator budowy cementowych cystern wodnych (vaisima) na terenie całego Tonga, zaopatrujących ludność w czystą wodę, co znacząco poprawiło poziom zdrowia i higieny w społeczeństwie.
Kiedy mając jedynie 18 lat wstępował na tron, nadal był kawalerem. W 1896 lokalni przywódcy namawiali go do zawarcia małżeństwa sugerując jednocześnie poślubienie ʻOfa-ki-Vavaʻu, córki Māʻatu z Niuatoputapu, która spokrewniona była z Tuʻi Haʻatakalaua, dynastią sprawującą władzę na Tonga od XV aż do początków XIX wieku. Król jednak odmówił i w maju 1899 roku poślubił Lavinię Veiongo, która była córką Kupuavanua z Vavaʻu oraz Tōkanga z Niuafoʻou, zdobywając w ten sposób te wyspy jako sojuszników tongijskiego tronu. Kupuavanua był wnukiem Laufilitonga, ostatniego przedstawiciela dynastii Tuʻi Tonga, która sprawowała władzę od IX do XVIII wieku.

## Odznaczenia[1]
- Order Korony Tonga (fundator orderu, 6 kwietnia 1913)